# 동봉항
동봉항은 대한민국 전라남도 고흥군 도양읍 봉암리에 있는 어항이다. 1973년 12월 19일 지방어항으로 지정하여 관리하고 있다. 시설관리자는 고흥군수이다.

## 어항 연혁
비구산 줄기인 망산밑에 마을이 형성되어 오다가 김복봉 입향조가 입향한 후 갓바구라 불리었음. 그 후 봉암이라 불리다가 1945년 해방이후 마을이 대촌으로 형성되자 중촌, 매동으로 분할되어 동봉이라 한다.

## 어항 구역
본 항의 어항구역은 다음과 같다.
- 수역: 봉암리 2704번지 도로 앞에서 남서쪽 460m지점과 상송도 북쪽 끝쪽을 연결하고 북동쪽 150m 지점에서 산70번지를 연결한 공유수면

## 어항 시설
- 선착장 91m

## 주요 어종
- 멸치, 낙지, 장어